# Marsaxlokk
Marsaxlokk Málta egyik legkeletibb helyi tanácsa. Lakossága 3205 fő (2005). Neve a föníciai eredetű marsa (kikötő) és xlokk (délkelet) szavakból ered. Olasz neve Marsa Scirocco.

## Története

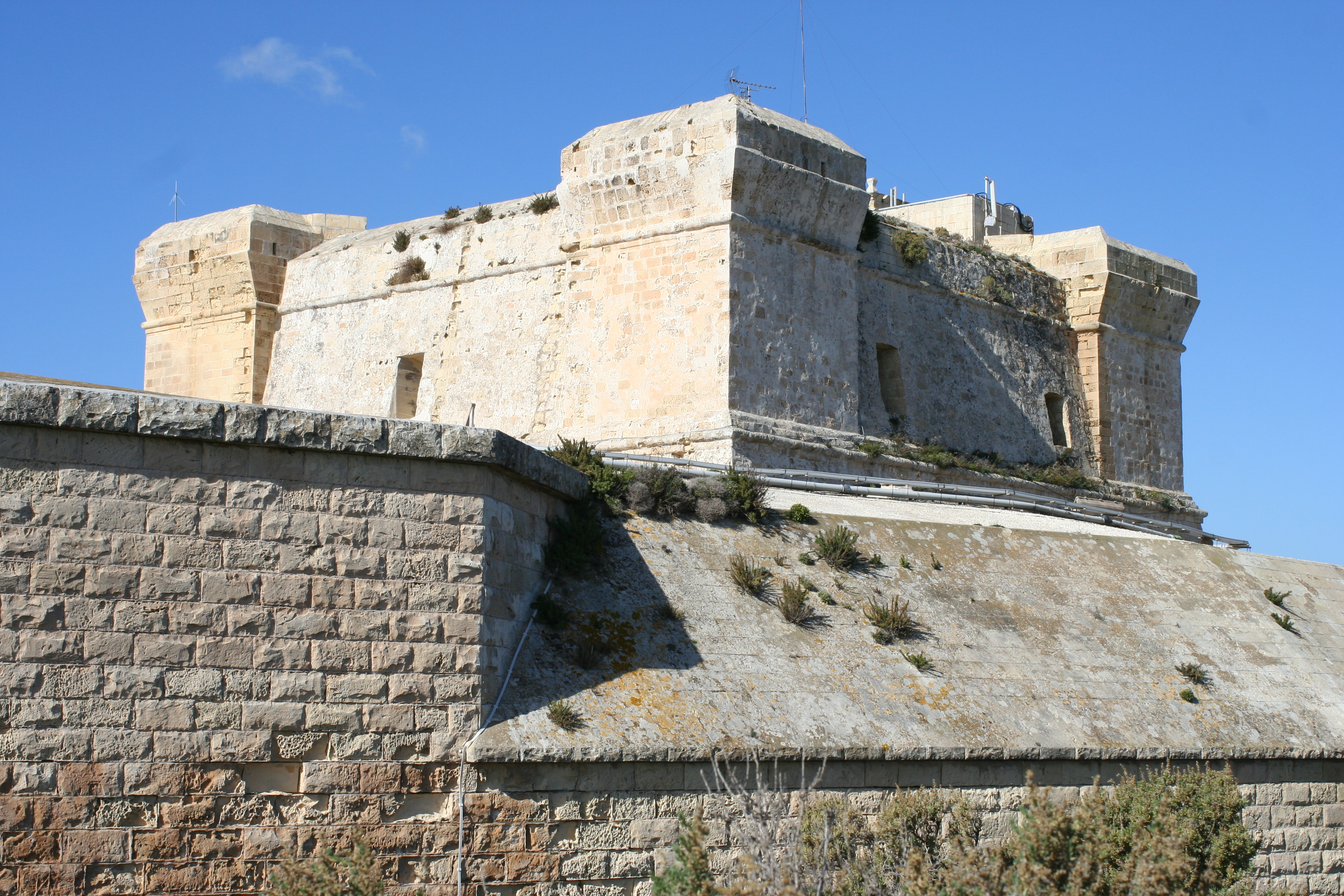
A San Luċjan Tower

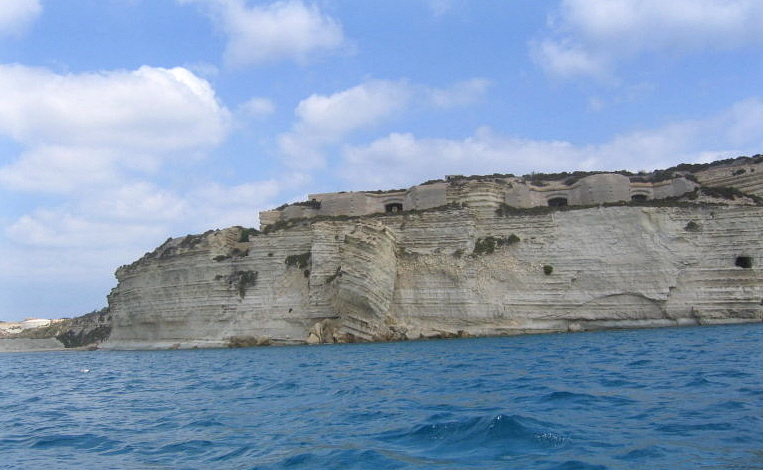
Fort Delimara a tenger felől

A közeli Tas-Silġ dombján egy Tarxien-fázisból származó neolitikus templom romjai találhatók. A dombon később Asztarté/Héra szent helye volt. A hely egészen a 4. századig szolgálta Héra kultuszát, amikortól valószínűleg keresztény célokra használták. Ezt az épületet az arabok mecsetté, majd a normannok ismét keresztény templommá alakították át.
A hagyomány szerint a föníciaiak itt léptek először Málta földjére. Attól kezdve kis kikötő működött itt. 1932-ben római fürdő romjaira bukkantak a közelben. 1565-ben a Nagy ostrom előtt itt szálltak partra a török seregek. 1611-ben Alof de Wignacourt nagymester tornyot építtetett a kikötő fölött (Torri ta' San Luċjan), amely sikerrel vert vissza egy török partraszállást 1614. július 6-án. Martín de Redín nagymester (1657-1660) újabb két tornyot építtetett a községtől nyugatra (Delimara Tower és Xrobb l-Għaġin Tower). Temploma 1682-ben épült. 1718-ban Brichelot és Bremond térképén az öböl Cal.a Marsa Siroco, Delimara Dilimaro néven szerepel, emellett megtalálható az erőd (Castelo) is. Hasonlóképpen itt szállt partra Napoléon francia tábornok megszálló serege. A város a 20. századig apró kikötő maradt, lakossági adat először 1890-ből áll rendelkezésre, ekkor 210-en lakták. 1994 óta Málta egyik helyi tanácsa.

## A város ma
A város megélhetését hagyományosan a halászat biztosította (kardhal, tonhal, aranymakréla). Málta belföldi halellátásának jelentős része ma is a marsaxlokki halászoktól származik, amit hét közben Valletta halpiacára szállítanak, vasárnap azonban a hagyományos halpiacot tartják a helyi kikötőben. Az utóbbi évtizedekben a part mentén haléttermek nyíltak, hogy a turisták egyre növekvő igényét kiszolgálják.
A város régi formájában megőrzött kikötőjével és csónakjaival az ország egyik legkeresettebb látványossága. A kikötő mentén standokon kínálják a turistáknak a Máltával kapcsolatos termékeket, ezek között a különlegességektől a bóvliig minden megtalálható. 2011-től a Xrobb l-Għaġin félsziget természetvédelem alatt áll (Xrobb l-Għaġin Nature Park).
Turisztikai jelentősége mellett a város ad otthont Málta új erőművének (Delimara Plant).

## Önkormányzata
Marsaxlokk öttagú helyi tanács vezetésével működik. A jelenlegi, hatodik tanács 2012 óta van hivatalban.
Polgármesterei:
- Dr. Paul Sciriha (1994-1998)
- Carmelo Bugeja (1998-2004)
- Edric Micallef (Nemzeti Párt, 2004-2007)
- Stephen Caruana (Munkáspárt, 2007-2012)
- Edric Micallef (Nemzeti Párt, 2012-)

## Nevezetességei

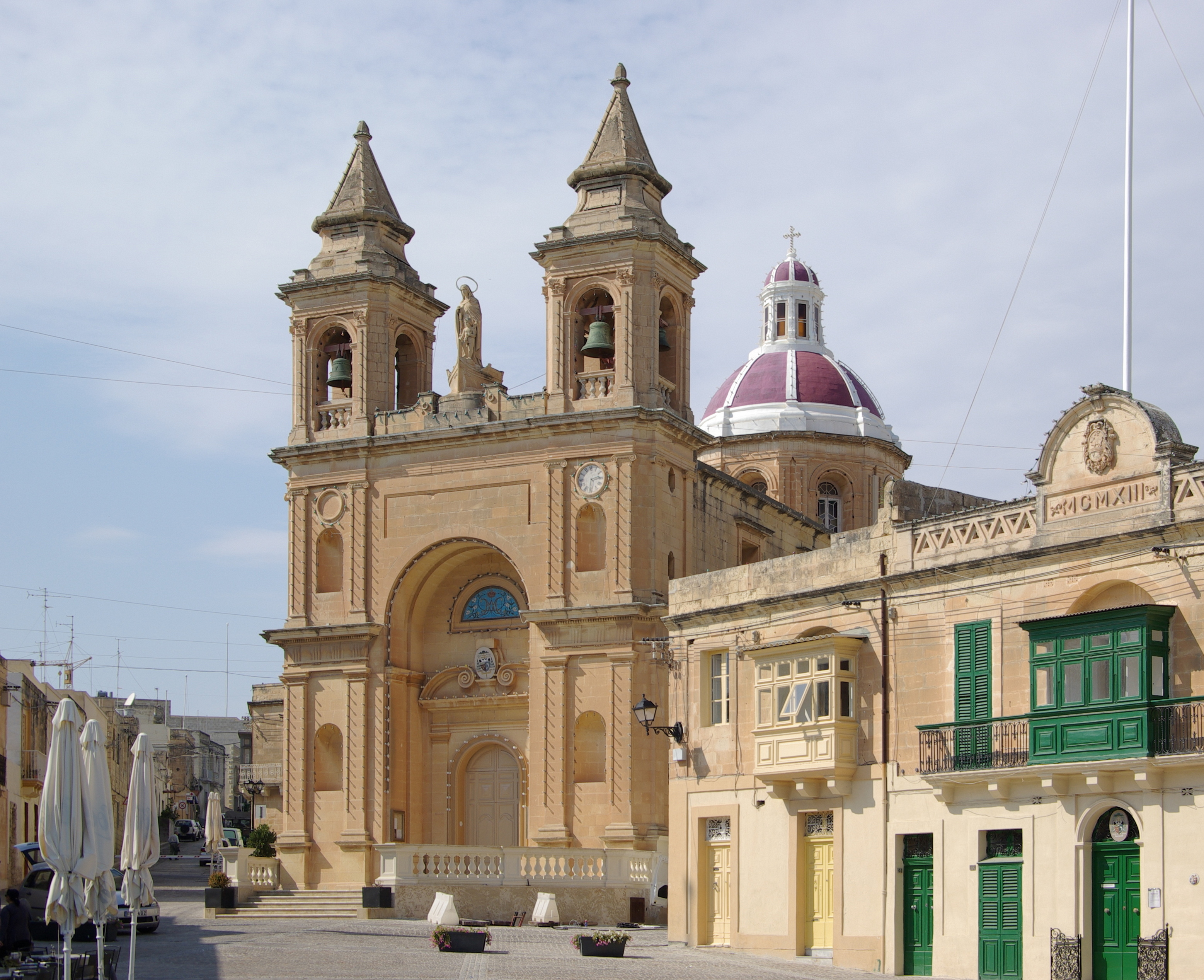
A Szent Péter-templom

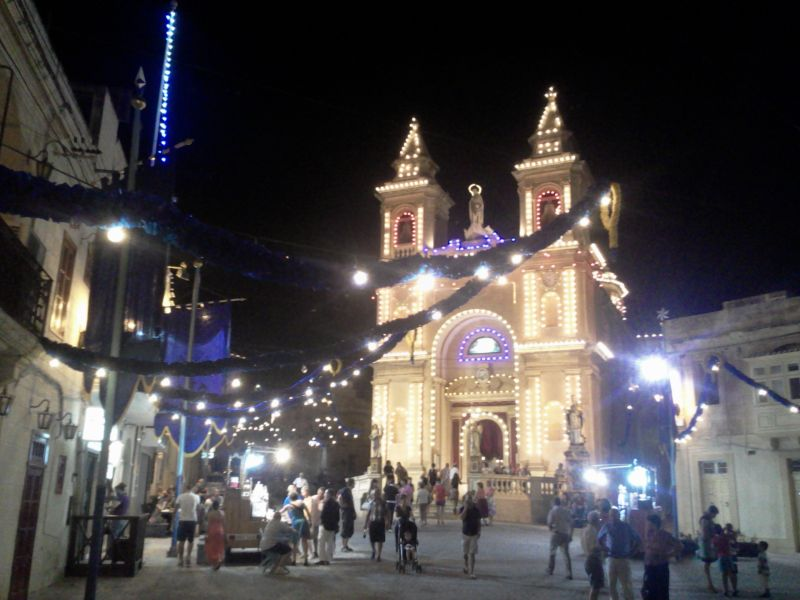
Dekoráció festa idején

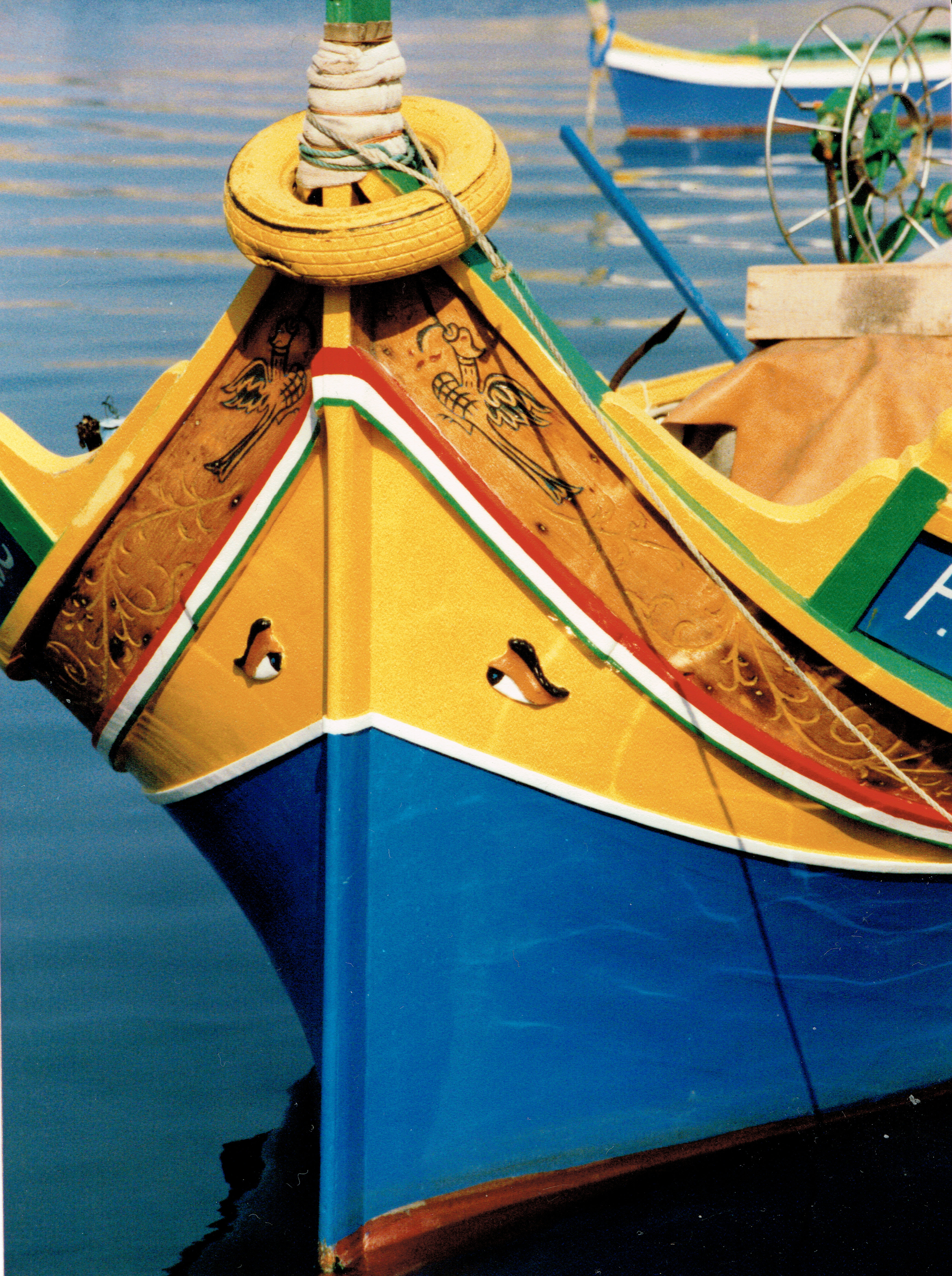
Ozirisz-szemek egy dgħajsán

- Szent Péter-plébániatemplom: Lorenzo Gafà alkotása
- It-Torri ta' San Luċjan (St. Lucian Tower): 1611-ben építtette Alof de Wignacourt nagymester a Marniżi-félszigetre. A torony ma a Nemzeti Tengerbiológiai Kutatóközpontnak ad otthont, előzetes kérésre látogatható
- Xrobb l-Għaģin Nature Park: A 2011. április 8-án megnyitott park a félsziget természeti értékeinek védelmére és bemutatására létesült. A park létesítésekor 15 000 fát ültettek a területen, ezen kívül épült egy öko-ház, amely oktatási célokat is szolgál. A parkot a Nature Trust, az erőforrásokért és vidékfejlesztésért felelős minisztérium és az egyetem közösen működteti.[3]
- Il-Ballut ta' Marsaxlokk: A Xatt is-Sajjiedánál található partszakasz egyike a máltai szigeteken fennmaradt kevés édes-sós mocsárnak. Az esős időszakban édesebb, száraz hónapokban szélsőségesen sóssá váló mocsárvidék számos különleges növény- és állatfaj otthona. Jelenleg a Natura 2000 program keretében védelem alatt áll.[5]
- A kikötőben horgonyzó luzzuk, dgħajsák és khajjikok jellegzetes "Ozirisz-szemeikkel"
- Halpiac (vasárnaponként)

## Kultúra
Band clubja a Pompei Band Club.
Egyházi szervezetei:
- M.U.S.E.U.M.
- Sorijiet ta' Ġesu Nazzarenu
- Sorijiet Tereżjani

## Sport
Sportegyesületei:
- Atlétika: Marsaxlokk Freeport A.S.C.
- Labdarúgás: Marsaxlokk Football Club

## Közlekedés
Közúton a repülőtér és Tarxien felől megközelíthető.
Autóbuszjáratai (2018. decemberi adatok):
- 81 (Valletta-Marsaxlokk)
- 85 (Valletta-Marsaxlokk)
- 119 (Marsaskala-Marsaxlokk-Birżebbuġa-Repülőtér)
- 210 (Mater Dei kórház-Marsaxlokk-Birżebbuġa)
- TD10 (expressz, Valletta-Marsaxlokk)